# RNAワールド
RNA ワールドとは原始地球上に存在したと仮定される、RNA からなる自己複製系のこと。また、これがかつて存在し、現生生物へと進化したという仮説を RNA ワールド仮説と呼ぶ。RNAワールドという学名は1986年、ウォルター・ギルバートによって提唱された。
逆に、核酸より先にアミノ酸が重合してポリペプチド・タンパク質が生まれ、これが触媒として働いて核酸を生み出し生命の起源になったとする仮説をプロテインワールド仮説という。

## 概要
現在の生物は、酵素を触媒としてDNAやRNAといった核酸を合成し、核酸の配列を基に酵素を合成している。このどちらが起源なのかは長らくの疑問であった。
しかし、酵素ではなくRNAでありながら自己スプライシング機能を持つリボザイムやRNAを基にDNAを合成する逆転写酵素が発見されたことで、RNAが酵素（ポリペプチド）と遺伝情報（DNA）両方の起源となりうることが証明され、RNAワールド仮説が提唱されるようになった。
RNAワールドからDNAワールドへの発展は、RNAからタンパク質に生化学反応の触媒が移行し、RNAはタンパク質の配列を示す遺伝暗号としての機能を持つようになり、RNAが不安定な分子なので、RNAからDNAがその機能を担うようになり、おこったとされている。
RNA ワールド仮説を生命の起源説として主張するにあたってはいくつかの問題点が指摘されている。主要な物として、
1. 様々な核酸類似体の存在下で、これらがRNA特有の結合様式をとった根拠が無い。
2. RNA は DNA 等と比べ不安定な分子であり分解されやすい。
3. 自己複製能力をもつ RNA 分子が見つかっていない。

第一の点は最も主要な難点と考えられる。RNA の材料が原始的環境に豊富に存在し、それらが核酸特有の 5'-3' のリン酸結合を行ったのかどうか、現在では支持する証拠は少ない。しかし、隕石からはRNAに含まれるリボースと核酸塩基が見つかっている。これに対してはいくつかの説明が考えられている。一つは RNA の材料や RNA がより合成されやすい何らかの条件を仮定するもので、もう一つの説明では、別のポリマーの世界が RNA ワールド以前に存在したとする。後者の候補として、より合成されやすく重合する際にとり得るパターンがより単純なトレオース核酸などが挙げられている。このとき RNA ワールドが最初の生命（進化しうる自己複製系）であったかどうかについては他に説を譲る可能性もあるが、DNA-プロテインワールドが RNA ワールド以降に発生したとする点では一致している。
また、安定性に関しては温度を下げることが安定化に役立つ可能性がある。この考えを元に氷点下の環境で機能するリボザイムが合成されており、凍結融解に伴う濃縮などの効果とあわせて、氷海の RNA ワールドが提案されている。
自己複製能力についても困難な問題の一つと言える。しかし、他の RNA を鋳型に、ある程度の長さの RNA を合成する RNA は既に合成されており、根本的には不可能ではないと考えられる。また自己複製を行う RNA が発見された時、この説はより強固になるとも言える。